# Kef Lakhdar
Kef Lakhdar ou El Kaf Lakhdar (em árabe: الكاف االخضر) é uma comuna localizada na província de Médéa, Argélia. De acordo com o censo de 2008, a população total da cidade era de 4 403 habitantes.